# Tanjung Baru Silaiya
Tanjung Baru Silaiya is een bestuurslaag in het regentschap Padang Lawas Utara van de provincie Noord-Sumatra, Indonesië. Tanjung Baru Silaiya telt 202 inwoners (volkstelling 2010).